# Bassus macrocentroides
Bassus macrocentroides är en stekelart som först beskrevs av Van Achterberg och Chen 2004.  Bassus macrocentroides ingår i släktet Bassus och familjen bracksteklar. Inga underarter finns listade.